# The Halo Effect
The Halo Effect — шведская мелодик-дэт-метал-группа, сформированная бывшими участниками In Flames. Они подписали контракт с лейблом Nuclear Blast.

## История
Группа Halo Effect была основана в 2019 году пятью бывшими участниками шведской метал-группы In Flames: её основателем Йеспером Стрёмбладом, ранним вокалистом Микаэлем Станне и давними участниками Никласом Энгелином, Петером Иверсом и Даниэлем Свенссоном.
Их заявленной мотивацией было возвращение к истокам «готеборгского звука» 1990-х годов, который стал пионером жанра мелодичного дэт-метала. Название группы отсылает к песне «Halo Effect» из альбома Rush Clockwork Angels.
Группа выпустила свой дебютный сингл «Shadowminds» 9 ноября 2021 года в преддверии своего дебютного альбома Days of the Lost, релиз которого запланирован на 12 августа 2022 года.
В поддержку альбома группа гастролировала по Европе и Великобритании с Amon Amarth и Machine Head сентябре и октябре.
Их второй студийный альбом был записан в 2024 году с предварительной датой релиза в начале 2025 года. Первый сингл «Detonate» был выпущен 25 сентября 2024 года.

## Состав
Текущий состав
- The Halo Effect на Rockharz 2024Никлас Энгелин — гитары (2021–настоящее время)
- Петер Иверс — бас (2021–настоящее время)
- Микаэль Станне — вокал (2021–настоящее время)

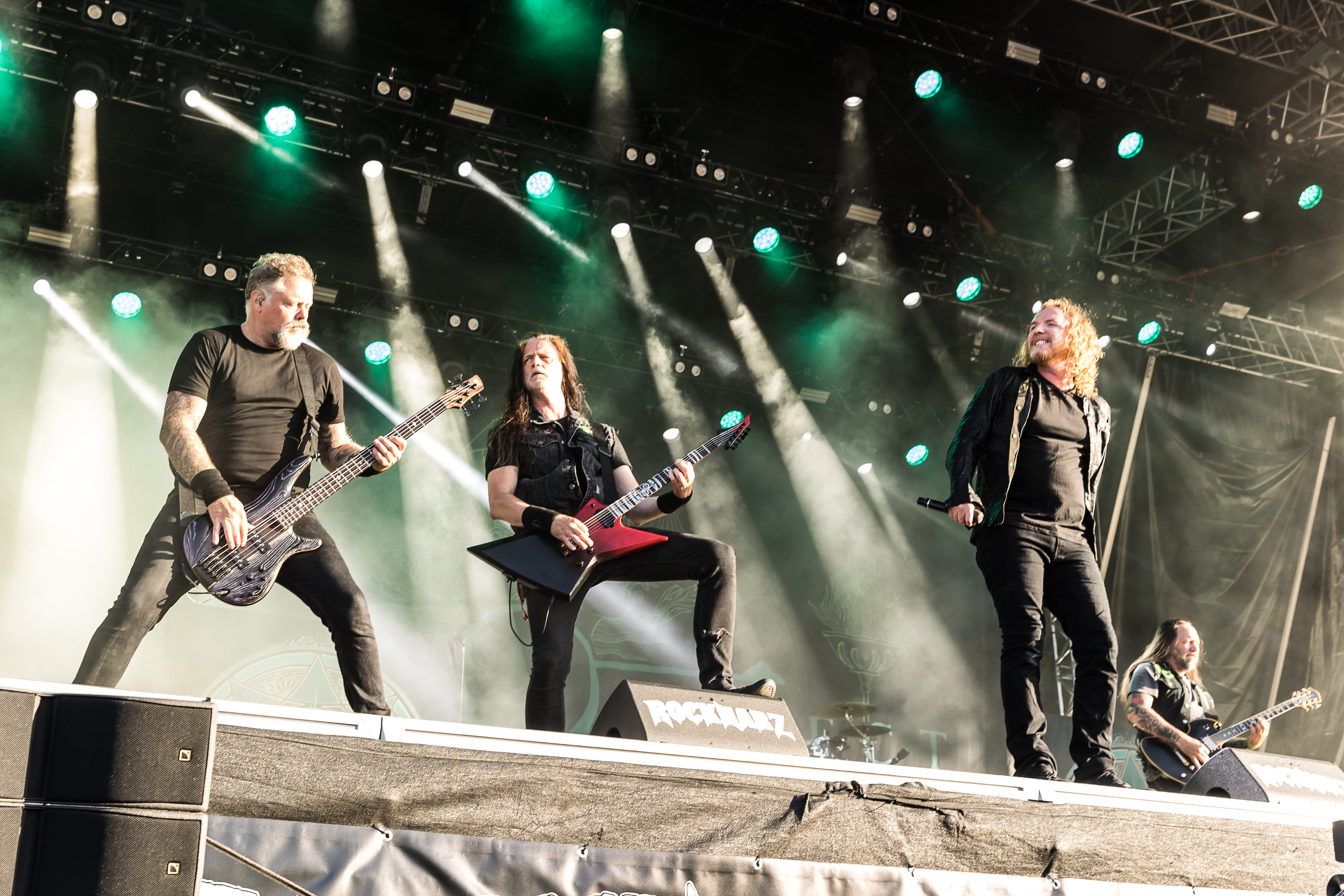
The Halo Effect на Rockharz 2024

- Еспер Стрёмблад — гитары (2021–настоящее время)
- Даниэль Свенссон — ударные (2021–настоящее время)

Концертные участники
- Патрик Дженсен — гитары (2022–настоящее время)
- Антон Роос — ударные (2023)[14]

## Дискография

### Студийные альбомы
- Days of the Lost (2022)
- March of the Unheard (2025)

### Синглы
- «Shadowminds» (2021)
- «Feel What I Believe» (2022)
- «Days of the Lost» (2022)
- «The Needless End» (2022)
- «Path of Fierce Resistance» (2023)
- «The Defiant One» (2023)
- «Become Surrender» (2024)
- «Detonate» (2024)